# Tsewang Rigzin
Ne doit pas être confondu avec Sampho Tsewang Rigzin.
Tsewang Rigzin (né à Gangtok en 1971) est un président du Congrès de la jeunesse tibétaine à Dharamsala et député tibétain.

## Biographie
Tsewang Rigzin est né en 1971. Il a effectué sa scolarité à École centrale pour les Tibétains
de Hunsur dans le Karnataka puis à la Tashi Namgyal High School, à Gangtok au Sikkim. Il obtenu une licence au St. Philomena’s College à Mysore. En 1993, il a émigré aux États-Unis en vertu d'un programme de visas à l'étranger entrepris par le gouvernement tibétain en exil. De 1998 à 2001, il fut président du Congrès régional de la jeunesse tibétaine, dans le Minnesota. En 2004, il fut membre exécutif du Mouvement international de l'indépendance du Tibet (ITIM) fondé par Taktser Rinpoché pendant trois ans. Pendant deux ans, de 2005 à 2007, il a été élu président de Congrès régional de la jeunesse tibétaine de Vancouver à Washington DC. En 2007, il a été élu Président de Congrès de la jeunesse tibétaine, basé à Dharamsala, où il continue son travail.
Il a exercé cette fonction depuis septembre 2007 et le 8 août 2008, il a été réélu pour un mandat jusqu'à août 2013.
On le voit dans le documentaire de 2009 Tibet, le combat pour la liberté de Ritu Sarin et Tenzin Sonam.
Il est élu à la 16e Assemblée législatives tibétaines.

## Déclarations
Tsewang Rigzin a critiqué la voie médiane pour résoudre le problème de la situation au Tibet, et a plutôt plaidé en faveur de l'indépendance complète du Tibet. En cela, lui et le Congrès de la jeunesse tibétaine sont en désaccord avec le dalaï-lama, qui plaide pour l'autonomie du Tibet au sein de la Chine.
Selon Le Quotidien du Peuple, dans une interview paru dans le Corriere della Sera, Tsewang Rigzin aurait déclaré que la non-violence prêchée par le dalai lama est dans une impasse, et aurait suggéré de prendre le chemin des kamikazes déjà en vogue dans le monde musulman. Tsewang Rigzin déclara que cette allégation est dénuée de fondement. Durant les 39 années de son existence, le TYC n'a jamais eu recours à la violence ce qui est reflétée dans ses campagnes.